# August Stoltz

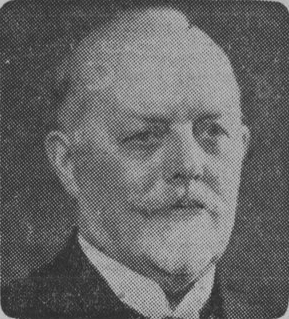
August Stoltz

Herman August Stoltz, född 13 maj 1877 i Malmö, död 30 oktober 1959 i Malmö, var en svensk arkitekt.

## Biografi
August Stoltz var son till målarmästaren August Stoltz och hans hustru Hanna Christensdotter. Efter studentexamen var han ordinarie elev vid KTH i Stockholm åren 1898–1900. Därefter tog han ett års studieuppehåll varunder han var anställd hos arkitekten Isak Gustaf Clason i Stockholm. Åren 1901–03 slutförde han sina studier vid KTH och tog arkitektexamen, varefter han flyttade tillbaka till hemstaden och fick anställning hos arkitekten Salomon Sörensen. Redan 1904 startade han egen arkitektverksamhet i Malmö. 1924 utsågs han till stadsarkitekt i Malmö, som efterträdare till sin tidigare arbetsgivare Salomon Sörensen. I samband med att han utnämndes till stadsarkitekt tvingades han lägga ner sin privata arkitektverksamhet. Stoltz var ordförande för Södra Sveriges Byggnadstekniska Samfund från 1929. När han lämnade stadsarkitektposten 1942 och efterträddes av sin son, Carl-Axel Stoltz, övertog August Stoltz sonens arkitektkontor och drev det vidare till sin död 1959. August Stoltz är begraven på Östra kyrkogården i Malmö. Ännu en son var juristen Wilhelm Stoltz.

## Byggnadsverksamhet
Under de första åren av egen verksamhet ritade Stoltz ett stort antal flerbostadshus och villor runtom i Malmö, de allra flesta i jugendstil med inslag av nybarock. Runt 1910 började hans arkitektur få inslag av nationalromantik, och ganska snart fick hans byggnader en nationalromantisk prägel med tydliga regionala tendenser, ofta med inslag av nyrenässans och nybarock. Under 1910-talet ritade han ett stort antal villor runtom i Skåne, men fick snart också en lång rad uppdrag att rita bankbyggnader i Falköping, Jönköping, Kalmar, Linköping, Lund, Malmö och Värnamo. På 1910- och 20-talen stod han också för ritningarna till ett stort antal restaureringsprojekt runtom i Skåne.

## Verkförteckning

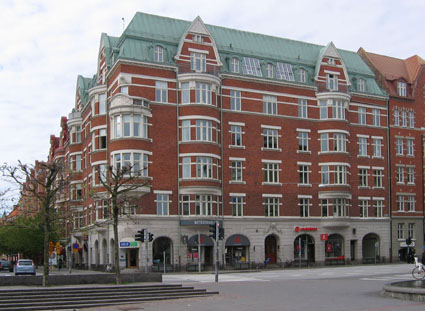
Affärs- och flerbostadshus i kvarteret Klostret vid Triangeln i Malmö (utfört 1909–10).

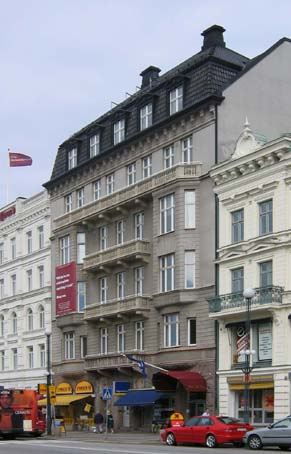
Affärs- och flerbostadshus i kvarteret Söderport vid Gustaf Adolfs torg i Malmö (utfört 1910–12).

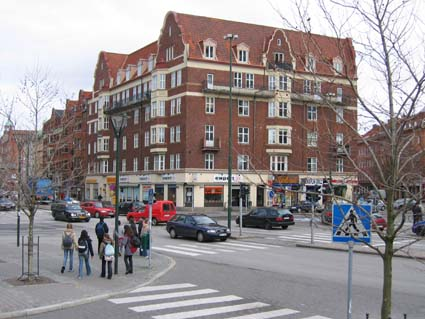
Affärs- och flerbostadshus i kvarteret Värnhem vid Värnhemstorget i Malmö (ritat 1911).

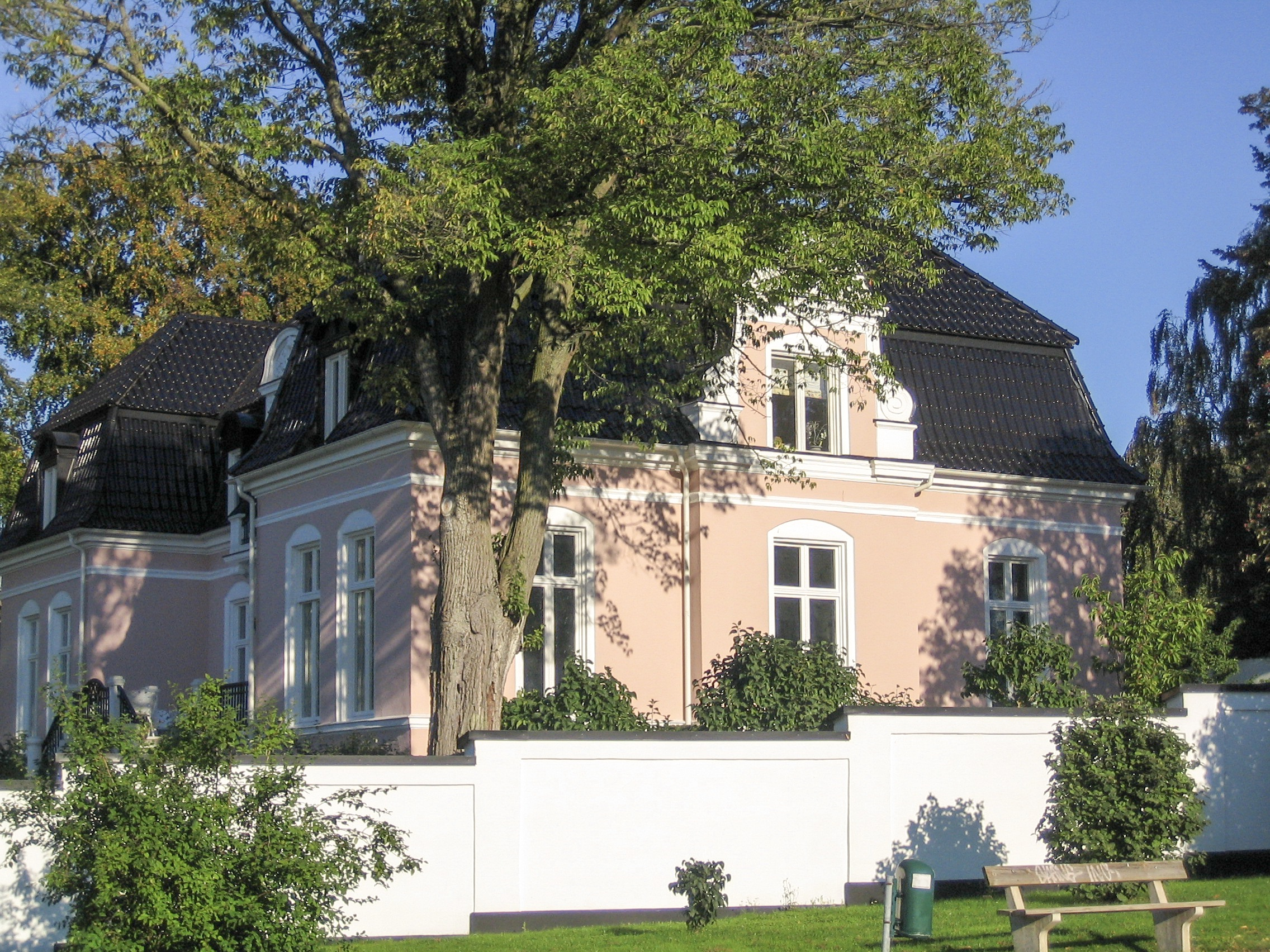
Villa i kvarteret Troja vid Limhamnsvägen i Malmö (utförd cirka 1911).

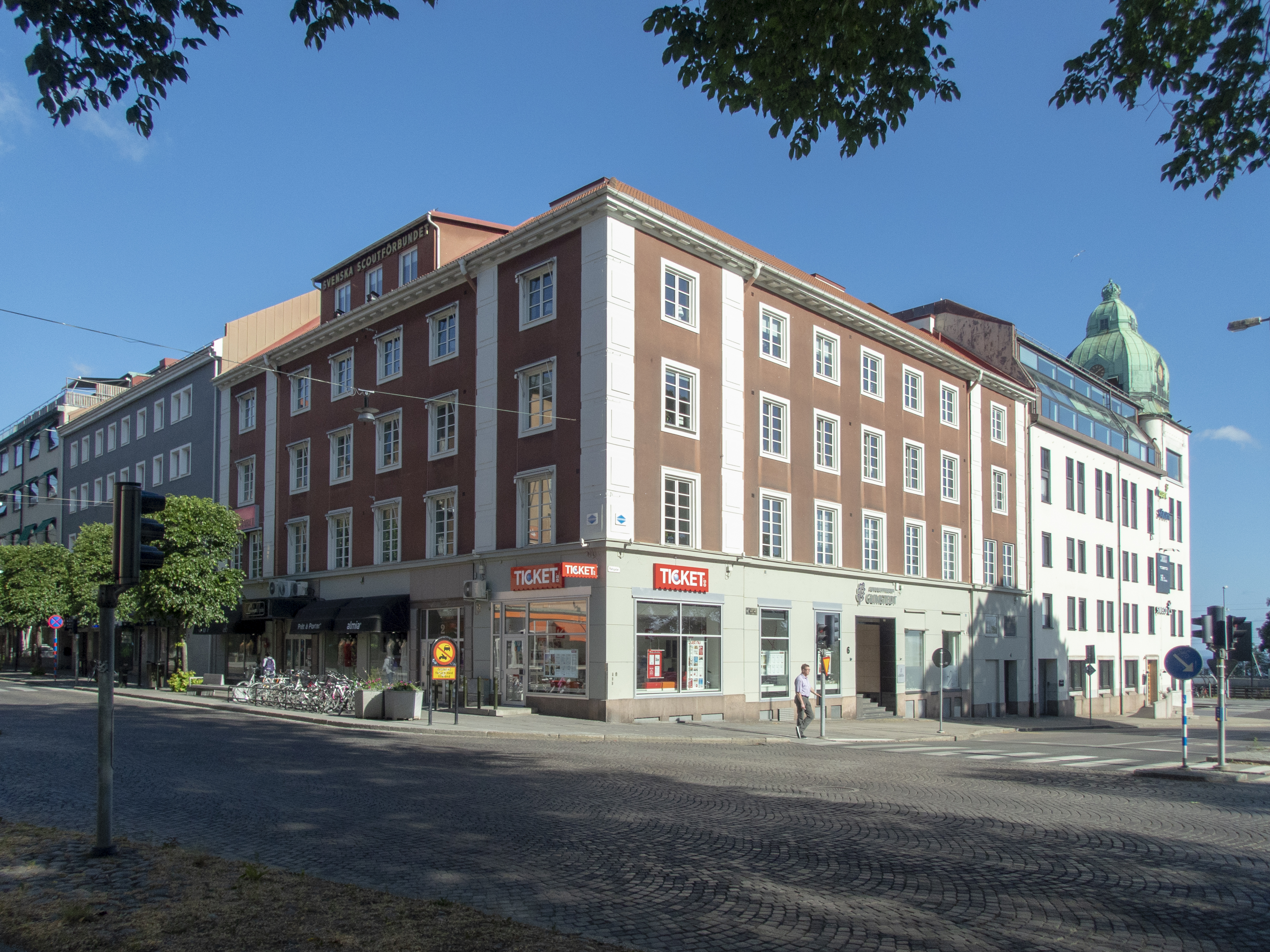
Kontorshus för AB Sydsvenska Banken vid Västra Storgatan i Jönköping

### Helsingborg
- Högvakten, Stortorget 6–12, "Grand Hotel". Bearbetning av ritningar av arkitekten Ernst Stenhammar till nybyggnad av hotellbyggnad, utförd 1923–26.
- Magnus Stenbock 20, Norra Storgatan 9, "Gamlegård". Restaurering av kontors- och bostadshus åt doktor Martha P:son Henning, utförd 1921.[6]
- Rodret 3, Drottninggatan 230. Nybyggnad av villa åt disponenten Leonard Richter, utförd 1917–18.[6]
- Rosen 7, Michael Löfmans gata 4, "Villa Ithaka". Nybyggnad av villa åt kaptenen Anders Viksten, utförd cirka 1923.[6]
- Rödspottan 9, Sehlstedtsgatan 1A–1B, "Villa Wingårdh". Nybyggnad av villa åt skeppsredaren Wilhelm Wingårdh, utförd 1905–06.
- Utkiken 3, Bengt Langhs gata 5, "Villa Ingelsson". Nybyggnad av villa åt direktören Bernh. Ingelsson, utförd 1919–20.[6]

### Lund
- Altona 7, Klostergatan 6/Stora Gråbrödersgatan 10. Nybyggnad av kontorsbyggnad åt Bank AB Södra Sverige, utförd 1917–19.[7]
- Sankt Mårten 21, Västra Mårtensgatan 12, "Skandiabiografen". Nybyggnad av biograf-, affärs- och flerbostadshus åt Filmindustri AB Skandia, utförd 1918–19.[8]

### Malmö
- Alen 2, S:t Knuts väg, nybyggnad av blomsterkiosk, 1946.[9]
- Björnen 23, Davidshallsgatan 18, "Spirella Korsettfabrik". Nybyggnad av industribyggnad åt Korsettfabriken Spirella AB, utförd 1954–56.[10]
- Blomman 12, Hjulhamnsgatan 1/Larochegatan 4, "Faxeska huset". Restaurering av affärs- och kontorsbyggnad åt Ad. Faxe & Söner, utförd 1910.[10]
- Blomman 13, Larochegatan 6/Engelbrektsgatan 8. Ombyggnad av utställnings- och kontorsbyggnad åt Malmö Industriförening, utförd 1925–26.[10]
- Blomman 17, Engelbrektsgatan 10. Nybyggnad av lagerbyggnad, utförd cirka 1917–18.[10]
- David 35. Nybyggnad av affärs- och flerbostadshus, utförd cirka 1907.[3]
- David 36. Nybyggnad av affärs- och flerbostadshus, utförd cirka 1907.[3]
- Delfinen 12, Drottninggatan 38/Södra Förstadsgatan 2. Nybyggnad av affärs- och flerbostadshus åt byggmästaren Nils Liljedahl, utförd 1907–08.[10]
- Druvan 1, Engelbrektsgatan 7/Jöns Filsgatan 2, ”Persiska palatset”. På- och ombyggnad av affärs- och verkstadsbyggnad åt änkefrun Maria Andersson, utförd 1908.[10]
- Eva 3, Drottninggatan 20, "Brandstationen". Nybyggnad av bostadshus, utförd cirka 1922.[3]
- Gyllenstjärna 27, Södergatan 15, Palladium. Till-, på- och ombyggnad av biograf-, affärs- och kontorsbyggnad åt direktören Gustaf Löfberg, utförd 1918–20.[10]
- Havsuttern 7, Kapellgatan 8. Nybyggnad av samlings-, kontors- och flerbostadshus åt Svenska Journalistföreningen, utförd 1947–48.[10]
- Hövitsmannen 1, Östra Rönneholmsvägen 21/Helmfeltsgatan 4. Nybyggnad av flerbostadshus åt Svenska Sockerfabriks AB, utförd cirka 1922.[3]
- Klostret 4, Östra Rönneholmsvägen 1/Rådmansgatan 1. Nybyggnad av affärs- och flerbostadshus åt handlanden August Möller, utförd 1909–10.[10]
- Kråkan 30. Nybyggnad av affärs- och flerbostadshus, utförd cirka 1906.[3]
- Kråkan 31. Nybyggnad av affärs- och flerbostadshus, utförd cirka 1906.[3]
- Laxen 27, Brogatan 11A–11B. Nybyggnad av affärs- och flerbostadshus, utförd cirka 1910.[3]
- Mariedal 2, Gustaf Rydbergsgatan 1/Mariedalsvägen 13–15/Per Wickenbergsgatan 2. Nybyggnad av affärs- och flerbostadshus, utförd cirka 1954.[3]
- Milano 13, Ribersborgsvägen 13–15, "Mannhem". Nybyggnad av flerbostadshus åt byggmästarna Olof P. Petersson och Lars M. Regnér, utförd 1906–07.
- Munken 1, Borgmästaregatan 4/Klostergatan 8. Nybyggnad av flerbostadshus åt handlanden August Möller.[10]
- Munken 2, Klostergatan 6. Nybyggnad av flerbostadshus åt handlanden August Möller.[10]
- Munken 3, Klostergatan 4. Nybyggnad av flerbostadshus åt handlanden August Möller.[10]
- Munken 4, Klostergatan 2/Rådmansgatan 5. Nybyggnad av affärs- och flerbostadshus åt handlanden August Möller.[10]
- Munken 5, Rådmansgatan 5/Munkgatan 1. Nybyggnad av affärs- och flerbostadshus åt handlanden August Möller.[10]
- Oscar 16, Södergatan 3. Nybyggnad av biograf-, affärs- och flerbostadshus åt handlanden Ludw. Lindgren, utförd 1906–07.[10]
- Oscar 17, Stortorget 29. Nybyggnad av bank-, kontors- och flerbostadshus åt AB Malmö Folkbank, utförd 1913–14.[10]
- Oscar 17, Stortorget 27. Nybyggnad av bank- och kontorsbyggnad åt AB Industribanken, utförd 1918–20.[10]
- Skepparen 19, Norra Vallgatan 90. Nybyggnad av affärs- och flerbostadshus, utförd cirka 1947.[3]
- Sågen 2, Östra Tullgatan 8/Stora Trädgårdsgatan 2. Till-, på- och ombyggnad av affärsbyggnad, utförd cirka 1924.[3]
- Sågen 5, Österportsgatan 3A–3B. Nybyggnad av flerbostadshus.[3]
- Sågen 9, Österportsgatan 5A–5C/Grönegatan 7. Nybyggnad av flerbostadshus.[3]
- Söderport 9, Stora Nygatan 47. Nybyggnad av affärs- och flerbostadshus åt byggmästaren Nils Liljedahl, utförd 1910–12.[10]
- Tallen 3, Spånehusvägen 46/Mäster Palmsgatan 1. Nybyggnad av flerbostadshus, utförd cirka 1916.[3]
- Troja 1, Grönvångsgatan 2. Nybyggnad av villa åt änkefrun Bertha Gadde, utförd cirka 1911.
- Utanverket 5, Österportsgatan 8A–8C. Nybyggnad av flerbostadshus, utförd cirka 1910.[3]
- Vapensmeden 2, Fågelbacksgatan 14/Eriksrogatan 3. Nybyggnad av flerbostadshus, utförd cirka 1947.[3]
- Värnhem 1, Östervärnsgatan 2/Sallerupsvägen 2/Lundavägen 1. Nybyggnad av affärs- och flerbostadshus, utförd cirka 1911.[3]
- Värnhem 2, Lundavägen 3. Nybyggnad av affärs- och flerbostadshus, utförd cirka 1911.[3]
- Väveriet 33, Grynbodgatan 12. Nybyggnad av affärs- och flerbostadshus, utförd cirka 1910.[3]
- Örsholm 3, Köpenhamnsvägen 3/Edward Lindahlsgatan 21, "Immanuelskyrkan". Nybyggnad av affärs- och flerbostadshus samt kyrkobyggnad, utförd cirka 1952.[3]
- Valter, Fredsgatan/Pilgatan/Hermansgatan, ”Linhardtshuset”. Nybyggnad av affärs- och flerbostadshus, utförd cirka 1910.[11]

### Övriga Sverige
- Falköping: Nybyggnad åt AB Sydsvenska banken.[1]
- Jönköping: Gambrinus 4, Västra Storgatan 2/Parkgatan 4. Nybyggnad av affärs- och flerbostadshus åt AB Sydsvenska Banken, utförd cirka 1929.[12]
- Kalmar: Apotekaren 1, Kaggensgatan 18/Storgatan 16. Nybyggnad av bank-, kontors- och bostadshus åt Bank AB Södra Sverige, utförd cirka 1913.[13]
- Karlskrona: Borgmästaregatan 17, "Skandiabiografen". Nybyggnad av biografbyggnad, utförd cirka 1921.
- Linköping: Dalmasen 1, Stora torget 10/Storgatan 48, "Affärspalatset". Nybyggnad av bank-, affärs- och kontorsbyggnad åt AB Linköpings Affärspalats, utförd 1925–26.[14]
- Värnamo: Nybyggnad åt AB Sydsvenska banken.[1]